# 朱幼𫮊
黎城庄惠王朱幼（1437年—1477年4月14日），明朝黎城昭僖王朱佶燏嫡次子，王妃陳氏所生；瀋简王朱模孙，明太祖曾孙。明朝第二代黎城王。

## 生平
正统九年（1444年）二月赐名。闰七月，朱佶燏去世。正统十年（1445年）四月，朱幼的大伯瀋王朱佶焞奏朱佶燏死后岁禄停发，妻儿无以自给用度，请求照旧赐给，获准。
正统十二年（1447年）八月，明英宗遣駙馬都尉井源等為正使、吏部員外郎紀振等為副使，持節册封朱幼袭封黎城王。
景泰四年（1453年）正月，明代宗命襄城伯李瑾、刑科右給事中司馬恂為正副使，持節冊封副指揮李濬的次女為黎城王妃，賜儀仗冠服等物。
天顺元年（1457年）五月，因朱幼和堂兄平遙王朱幼𡑆等各自奏称歲祿不够养贍，请求将折色改为本色，明英宗命戶部都改二百石折色为本色。同年七月，賜朱幼和堂兄稷山王朱幼垬等郡王菜戶、煤戶各二。
成化十三年（1477年）三月，朱幼去世，明宪宗闻讯，輟朝一日，按制度賜祭葬，谥庄惠。

## 身后
成化十三年（1477年）四月，朝廷賜其繼妃秦氏食米每年五十石。
先前朱幼因为没有儿子，请求按例以堂兄清源王朱幼㘧的第五子鎮國將軍朱詮鏴为自己的嗣子，奉承宗祀。朱幼死后，朱幼㘧的兄长瀋王朱幼㙾也為他提出请求。同月，朝廷命朱詮鏴为朱幼的嗣子。
後来因为朱詮鏴的兄長們都已去世，弘治九年（1496年）五月，瀋王朱幼㙾奏请让朱诠鏴仍归本宗，孝宗同意，批示等朱诠鏴有其他的儿子後再令其他儿子继续奉祀朱幼。朱詮鏴袭封清源王以后，弘治十八年（1505年）四月，瀋王朱幼㙾奏称朱诠鏴生有三子，请求由朱诠鏴第三子朱勛洺奉祀朱幼，请求孝宗下敕书，获准。
正德二年（1507年）四月，明武宗給朱幼所遺宮眷養贍米每年九十石。

## 评价
- 《弇山堂别集》卷073：履正志和，柔質慈民。